# 里昂當代藝術博物館
里昂當代藝術博物館創立於1984年，是一座致力於當代藝術的博物館，位於里昂第6區的國際城（Cité Internationale）戴高樂碼頭81號，緊鄰電影院，前方面臨金頭公園（Parc de la Tête d'or），里昂當地人簡稱為MAC Lyon。

## 歷史沿革
設立當代藝術博物館的決策，開始於1983年，計畫主持人兼籌備館長由蒂埃里·拉斯佩爾擔任，剛開始被安排在里昂美術博物館（Museum of Fine Arts of Lyon）共用，並被命名為聖皮埃爾當代藝術博物館（musée Saint-Pierre art contemporain），1988年正式獲得法國博物館管理局授證，正式得到博物館的位階。
1995年起正式獨立營運，里昂當代藝術博物館搬到里昂第六區，博物館由建築師倫佐·皮亞諾（Renzo Piano）設計，這棟建築物擁有三層樓以及6000平方米的展覽面積，而且為了迎合當代藝術各種不同的尺度作品，建築師被指定這個博物的設計，要是一個可以隨時調整室內空間的博物館，這樣才能滿足藝術家的多元的需求，也能滿足策展人設計展覽場景的多樣性。同年12月19日正式開幕營運。
博物館主要的經營法人為里昂市政府，還有來自於國家每年5%的補助款。

### 管理者
- 1983年籌備初始，就由蒂埃里·拉斯佩爾擔任館長，他同時也是里昂當代藝術雙年展的策展人，蒂埃里在2018年3月30日離職。

- 2018年博物館改由伊莎貝爾·貝托洛蒂（Isabelle Bertolotti）接任，並由同時聘請马蒂厄·勒列夫尔（Matthieu Lelièvre）作為藝術顧問。

## 知名展覽
- 1984年 創館個展：喬治·阿迪隆（Georges Adilon）的個展
- 1988年 莫里斯·貝塞特（Maurice Besset）：單色的體驗
- 2003年 金秀子（Kimsooja）：人性的條件
- 2005年 安迪·沃荷回顧展
- 2007年 歐文·沃姆（Erwin Wurm）回顧展
- 2008年 凱斯·哈林（Keith Haring）回顧展
- 2010年 特麗莎·布朗（Trisha Brown）
- 2010年 五重奏（Quintet），位藝術家聯展：斯蒂芬·布蘭奎特（Stéphane Blanquet）、Masse、吉爾伯特·謝爾頓（Gilbert Shelton）、約斯特·斯沃特（Joost Swarte）和克里斯·韋爾（Franklin Christenson "Chris" Ware）
- 2011年 奧利維爾·莫塞特（Olivier Mosset）個展
- 2011年 里昂當代藝術雙年展
- 2011年 布魯斯·瑙曼（Bruce Nauman）個展
- 2016年 小野洋子（Yoko Ono）黎明之光
- 2017年 第14屆里昂當代藝術雙年展，主題：漂浮的世界
- 2019年 第145屆里昂當代藝術雙年展，主題：匯流之所

### 特殊用途
- 1996年G7峰會（Sommet du G7 de 1996）

## 相關連結
- 里昂當代藝術博物館官方網站 （页面存档备份，存于）